# Fort Good Hope (Canada)
Pour les articles homonymes, voir Fort Good Hope.
Fort Good Hope est une communauté de la région Sahtu dans les territoires du Nord-Ouest au Canada.
Fort Good Hope est situé au bord du fleuve Mackenzie.

## Population
- 516 (recensement de 2016)[1]
- 515 (recensement de 2011)
- 557 (recensement de 2006)[2]
- 549 (recensement de 2001)